# Mungan-ngaua
Mungan-ngaua – u Kurnai bóg nieba objawiający swą wolę za pomocą południowej zorzy polarnej. Podczas pobytu na ziemi nauczył ludzi wszystkiego, co związane jest z potrzebami materialnymi i kulturowymi.